# 9778 Isabelallende
9778 Isabelallende è un asteroide della fascia principale. Scoperto nel 1994, presenta un'orbita caratterizzata da un semiasse maggiore pari a 2,4271295 UA e da un'eccentricità di 0,1874446, inclinata di 1,80659° rispetto all'eclittica.